# Franz Krumm
Franz Krumm (16 ottobre 1909 – 9 marzo 1943) è stato un calciatore tedesco, di ruolo attaccante.

## Palmarès

### Club

#### Competizioni nazionali
- Campionato tedesco: 1

Bayern Monaco: 1931-1932